# 릭 카바니안

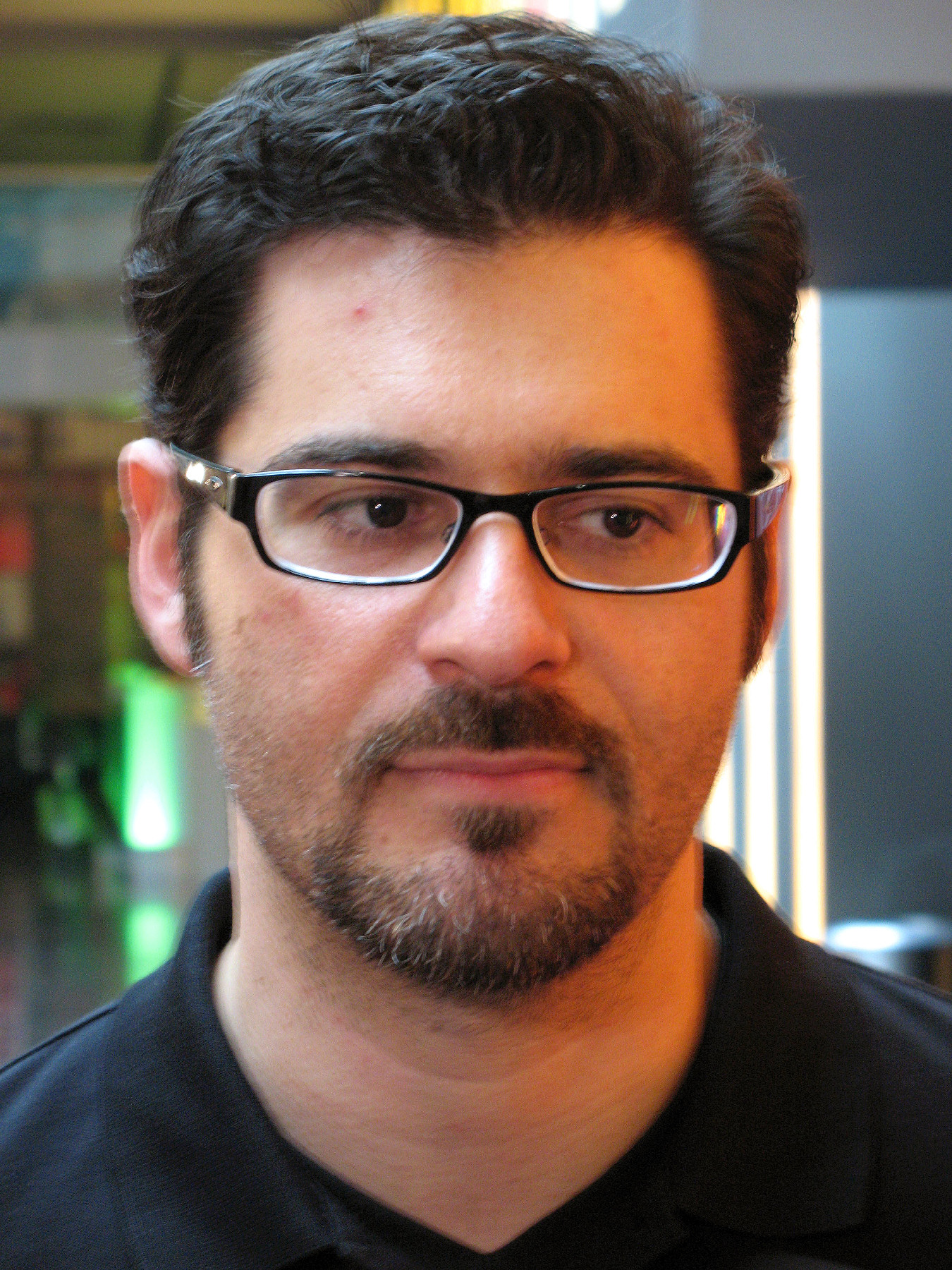

릭 카바니안(Rick Kavanian, 1971년 1월 26일 ~ )은 독일의 배우, 성우, 각본가, 영화배우, 텔레비전 배우이다.
뮌헨에서 태어났다.

## 영화
- 리시와 난폭한 황제 (2007년)
- 귀 없는 토끼 (2007년)
- 미운 오리 새끼의 모험 (2006년)
- 유로 덤 앤 더머 2 (2002년)
- 황야의 마니투 (2001년) - 디미트리 역